# Torres Vedras
Torres Vedras ist eine Stadt (Cidade) und ein Kreis (Concelho) in Portugal mit 83.072 Einwohnern (Stand 19. April 2021). Sie liegt in der Unterregion Oeste und gehört zur historischen Provinz Estremadura. Der Ort ist in Portugal auch für seine Weinproduktion bekannt und wurde zudem Teil der Rede de Judiarias, einem Verbund portugiesischer Orte mit historisch bedeutenden jüdischen Gemeinden, die damit auch ein gemeinsames touristisches Marketing betreiben.

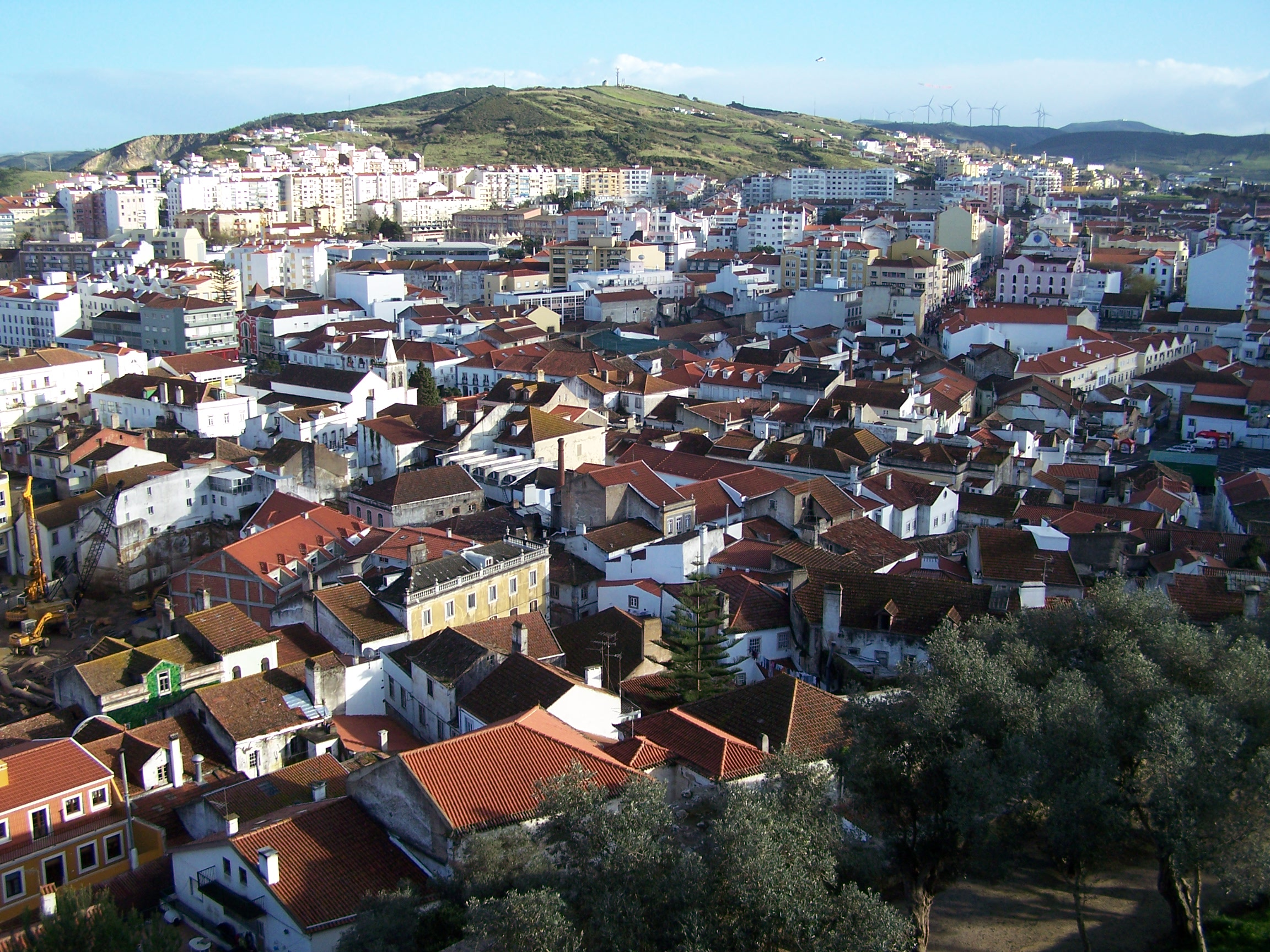
Blick über Torres-Vedras

## Geschichte
Vielfältige vorgeschichtliche Funde belegen eine lange Besiedlung des Gebietes durch den Menschen. Tamuja war der wahrscheinliche vor-christliche Name des Ortes. Nach verschiedenen Historikermeinungen wurde der Ort entweder von den Römern Turres Veteres genannt, was die folgenden Goten und Sueben übernahmen, oder erst die Westgoten nannten den Ort so, zur Abgrenzung zu Torres Novas. Nach der 711 eingesetzten Eroberung der Iberischen Halbinsel durch die Araber verlor der Ort jede Bedeutung, so dass das heutige Kreisgebiet nur spärlich besiedelt war, als Portugals erster König D.Afonso Henriques es 1148 von den Mauren eroberte. Nach der folgenden Besiedlung erhielt der Ort 1250 erstmals Stadtrechte (Foral) durch König D.Afonso III. Zu diesem Zeitpunkt bildete Torres Vedras bereits einen eigenständigen Verwaltungskreis.
1413 versammelte sich König D.João I. hier mit seinem Rat, um das Wagnis einer ersten Expedition nach Nordafrika zu beratschlagen. Die darauf folgende gelungene Einnahme Ceutas bedeutete 1415 den Auftakt für die Portugiesischen Entdeckungsreisen. Insbesondere seit ihrer Ausweisung aus Spanien 1492 beherbergte Torres Vedras auch eine bedeutende jüdische Gemeinde. 1510 erneuerte König Manuel I. die Stadtrechte und erhob den Ort zur Vila (Kleinstadt mit Verwaltungsrechten).

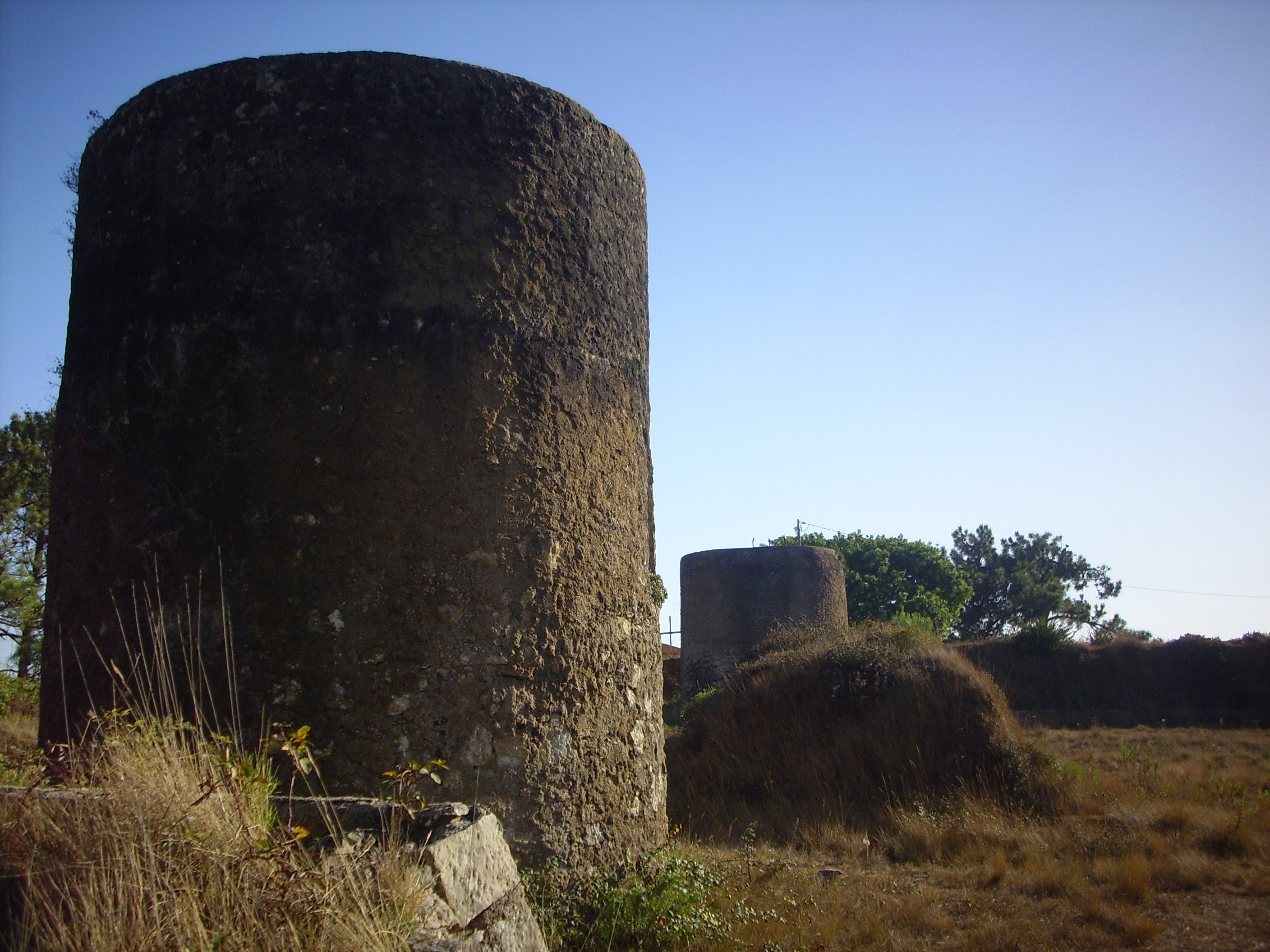
In den Festungsanlagen der Linhas de Torres

Mit den Linien von Torres Vedras wurde eine Befestigungslinie ab 1809 im Zusammenhang mit den Napoleonischen Kriegen auf der Iberischen Halbinsel errichtet, um bei einer neuerlichen Invasion Portugals durch Napoleons Armeen als Barriere und Rückzugsgebiet zu dienen. Die Linhas de Torres Vedras wurden ein entscheidender Grund für das Scheitern der französischen Invasionen. 2012 wurde diese historische Episode von der chilenischen Regisseurin Valeria Sarmiento unter dem Titel Lines of Wellington – Sturm über Portugal (Kinofilm) bzw. Linhas de Torres Vedras (TV-Mehrteiler) verfilmt, mit u. a. Mathieu Amalric, John Malkovich, Soraia Chaves und Nuno Lopes.
1979 wurde Torres Vedras zur Stadt (Cidade) erhoben.

## Kultur und Sehenswürdigkeiten
Unter den zahlreichen Baudenkmälern des Kreises sind die erhalten gebliebenen Reste der Festungsanlage der Linhas de Torres Vedras, die mittelalterliche Burganlage Castelo de Torres Vedras, und der historische Ortskern zu nennen. Dazu kommen u. a. eine Vielzahl Sakralbauten, Brunnenanlagen, und historische öffentliche Gebäude.
Mit den neolithisch-kupferzeitlichen Gräberhöhlen (Gruta artificial da época calcolítica em Ermigeira), dem geschützten Landschaftsbild der westlichen Estremadura und dem Stadtpark und ehemaligem Klostergarten Jardim da Graça sind auch einige andere Orte über Bauwerke hinaus geschützt. Die Tholos do Barro, ein kupferzeitliches Kuppelgrab liegt auf dem Monte da Pena, in der Nähe eines alten Steinbruchs bei dem Dorf Barro, und ist eine weitere von verschiedenen vorgeschichtlichen Ausgrabungsstätten. Sehenswert ist auch Zambujal (auch Castro do Zambujal), eine befestigte Siedlung der Kupferzeit (3. und 2. Jahrtausend v. Chr.), gelegen auf einem Bergsporn in der Nähe von Torres Vedras. Eine Vielzahl der archäologischen Funde des Kreises (Concelho) von Torres Vedras, von der Altsteinzeit (Paläolithikum) bis in die Neuzeit, sowie verschiedene Gemälde, Skulpturen, Kapitelle und andere Bauornamentik, Waffen und historische Dokumente werden im Museu Municipal Leonel Trindade de Torres Vedras aufbewahrt und in Ausstellungen gezeigt. Das Museum ist im ehemaligen Kloster Convento da Graça am Südrand des Stadtzentrums untergebracht und zeigt auch fremde Wanderausstellungen.
An das Erdbeben von 1755 erinnern die Überreste des im 9. Jahrhundert gegründeten Klosters (Convento de Nossa Senhora da Graça de Penafirme), die Ruínas do Convento de Penafirme, junto à foz da Ribeira do Sorraia (dt.: Ruinen des Klosters von Penafirme, an der Mündung des Ribeira do Sorraia).
Der Kreis verfügt auch über verschiedene touristisch erschlossene Sandstrände, und auch für seinen Karneval ist Torres Vedras bekannt. In der Gemeinde Maceira sind außerdem Thermalbäder zu finden.

## Sport

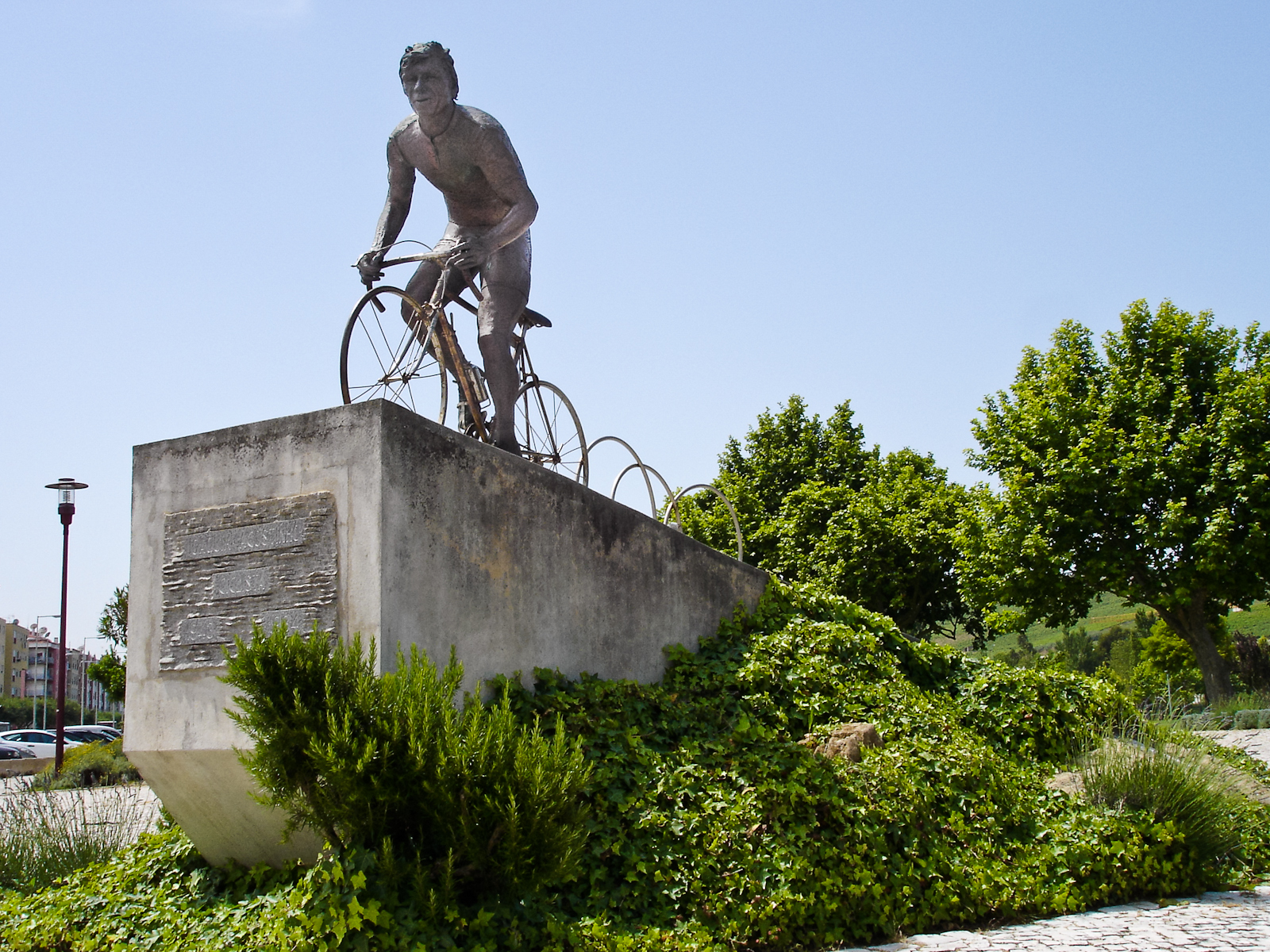
Das Denkmal für Joaquim Agostinho in Torres Vedras

Von überregionaler Bedeutung sind der Fußballverein SC União Torreense, der zwischen 1955 und 1992 sechs Spielzeiten in der ersten Liga spielte, und die Associação de Educação Física e Desportiva, vornehmlich bekannt als „Física“, dessen Basketballmannschaft in der zweiten und dessen Rollhockey-Mannschaft, ein in Portugal relativ bedeutender, professionell ausgeübter Sport, in der ersten Liga spielt.

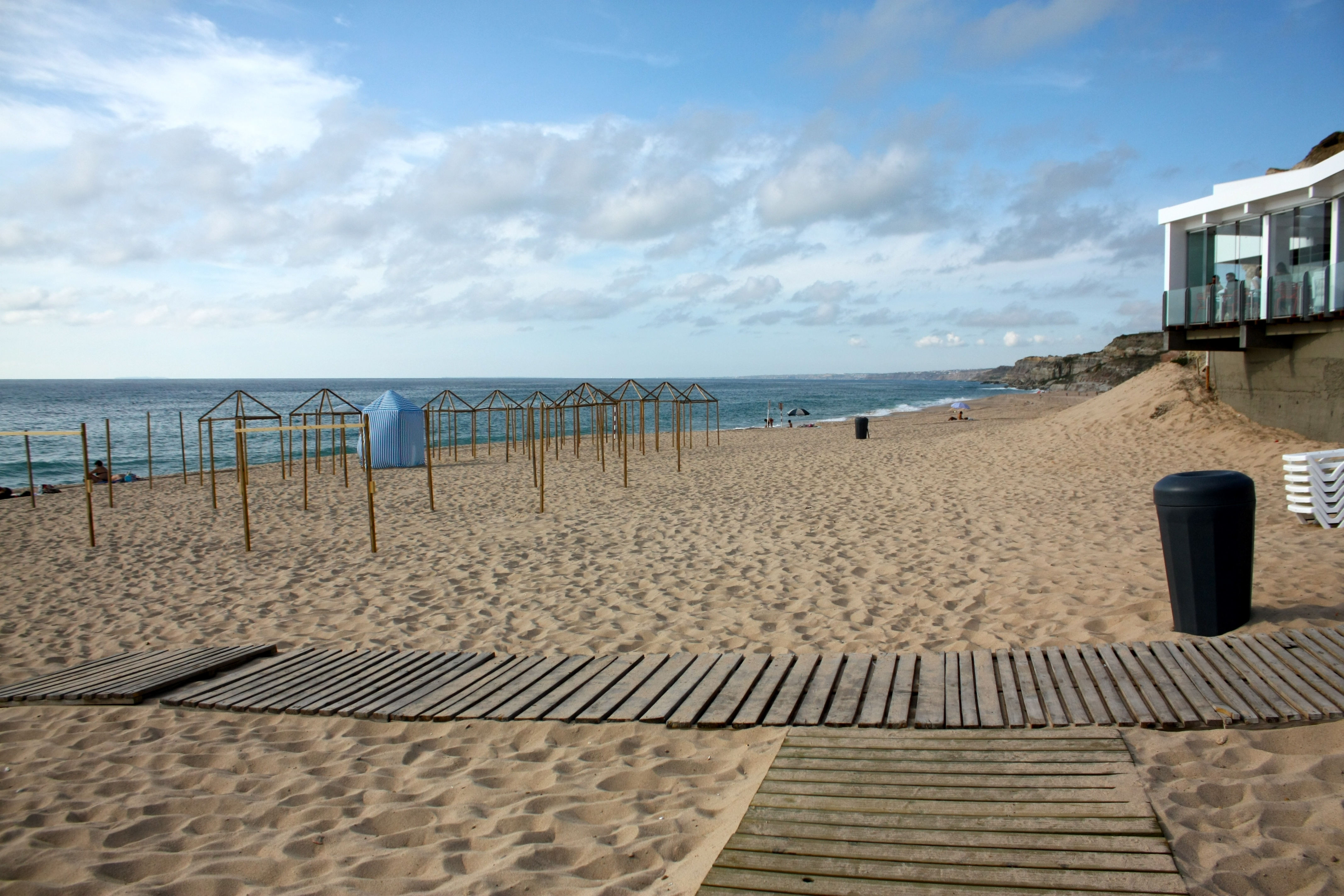
Der Strand Praia de Santa Cruz

Am Strand Praia do Mirante, im Ort Santa Cruz (Gemeinde A dos Cunhados), wird mit dem Santa Cruz Ocean Spirit jährliche ein internationaler Surf-Wettbewerb veranstaltet.

### Joaquim Agostinho

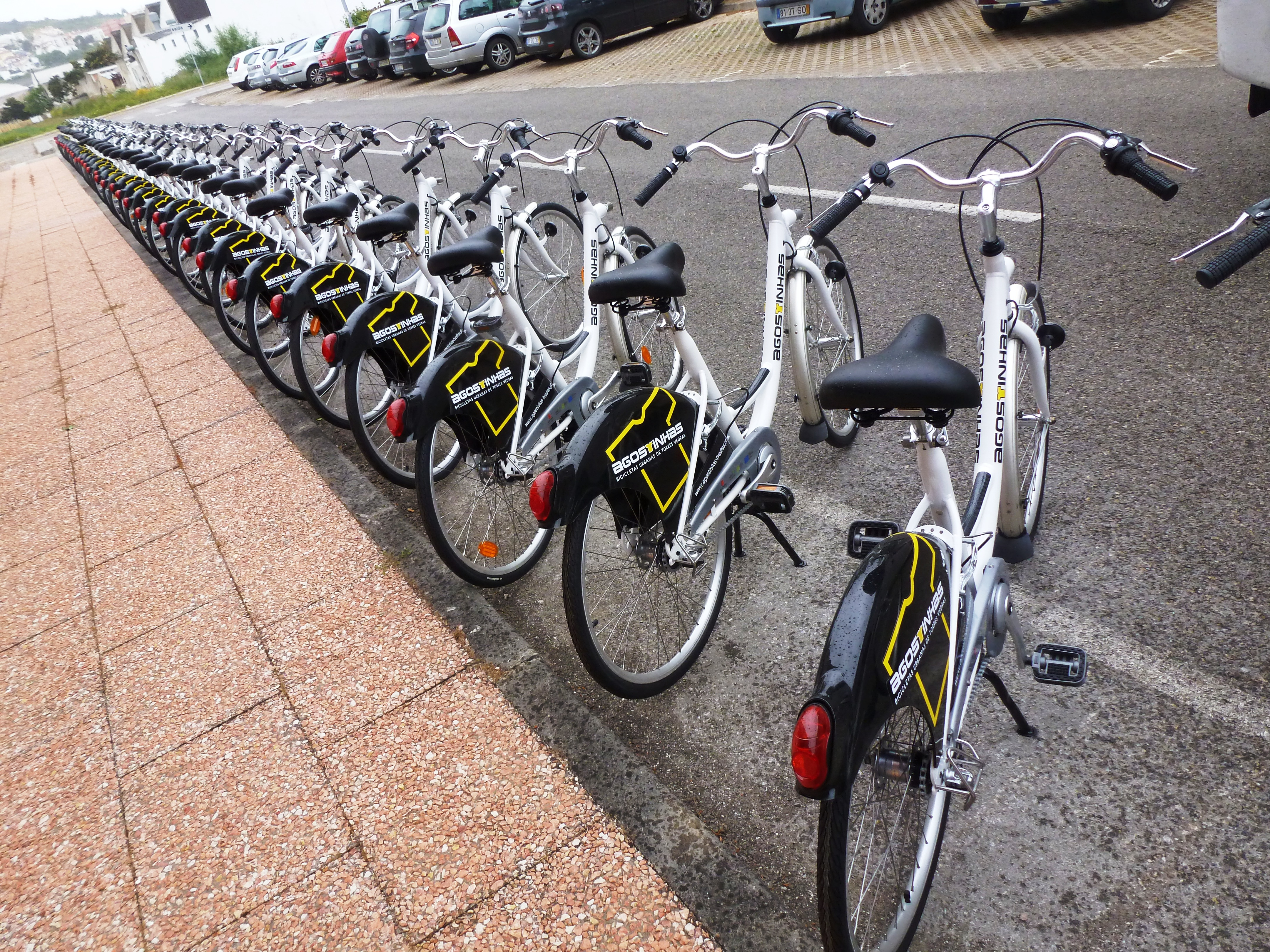
Die Agostinhas des kommunalen Fahrradverleihs

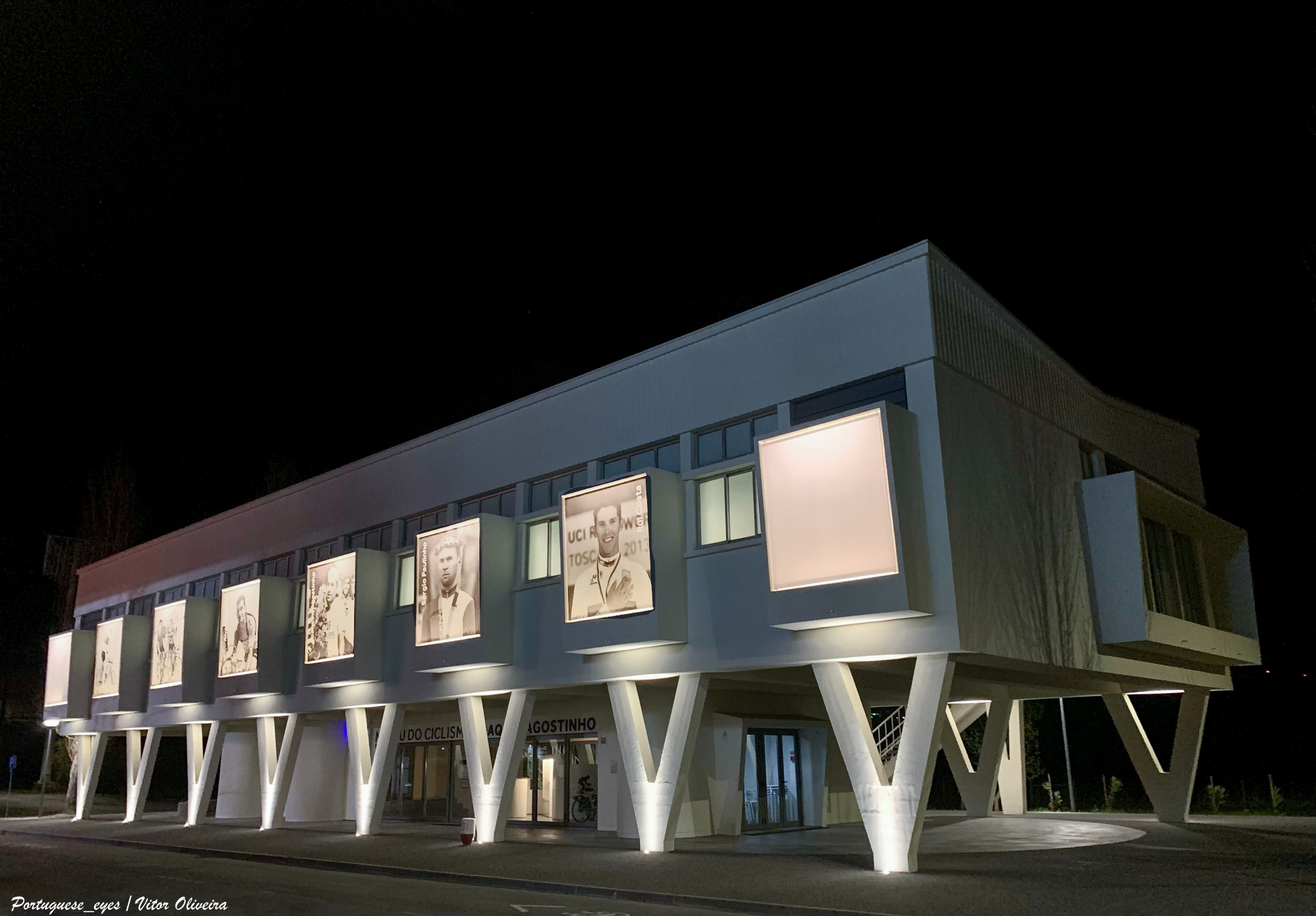
Das Museu do Ciclismo Joaquim Agostinho (2022)

Seit 1978 wird mit dem Grande Prémio Internacional de Torres Vedras ein Etappen-Radrennen ausgerichtet, das seit 2005 zur UCI Europe Tour zählt. Es ist dem Radrennfahrer Joaquim Agostinho gewidmet, der 1943 in Brejenjas im Kreis Torres Vedras geboren wurde, und nach einem Sturz während der Algarve-Rundfahrt 1984 starb. 2013 erwarb die Stadt ein Bürogebäude, in dem innerhalb von zwei Jahren ein Museum zu Ehren von Agostinho entstehen soll, zu dem die Familien von Agostinho und denen seiner Mannschaftskameraden Erinnerungsstücke beisteuern werden. Zudem wurde im Mai 2013 von den Teilnehmern der International Cycling History Conference ein neues öffentliches Fahrradverleihsystem eingeweiht, dessen Fahrräder Agostinhas genannt wurden. In Torres Vedras wird ein Rotwein produziert, der den Namen Terras de Agostinho trägt. Das Museu do Ciclismo Joaquim Agostinho wurde im August 2021 eröffnet.

## Verwaltung

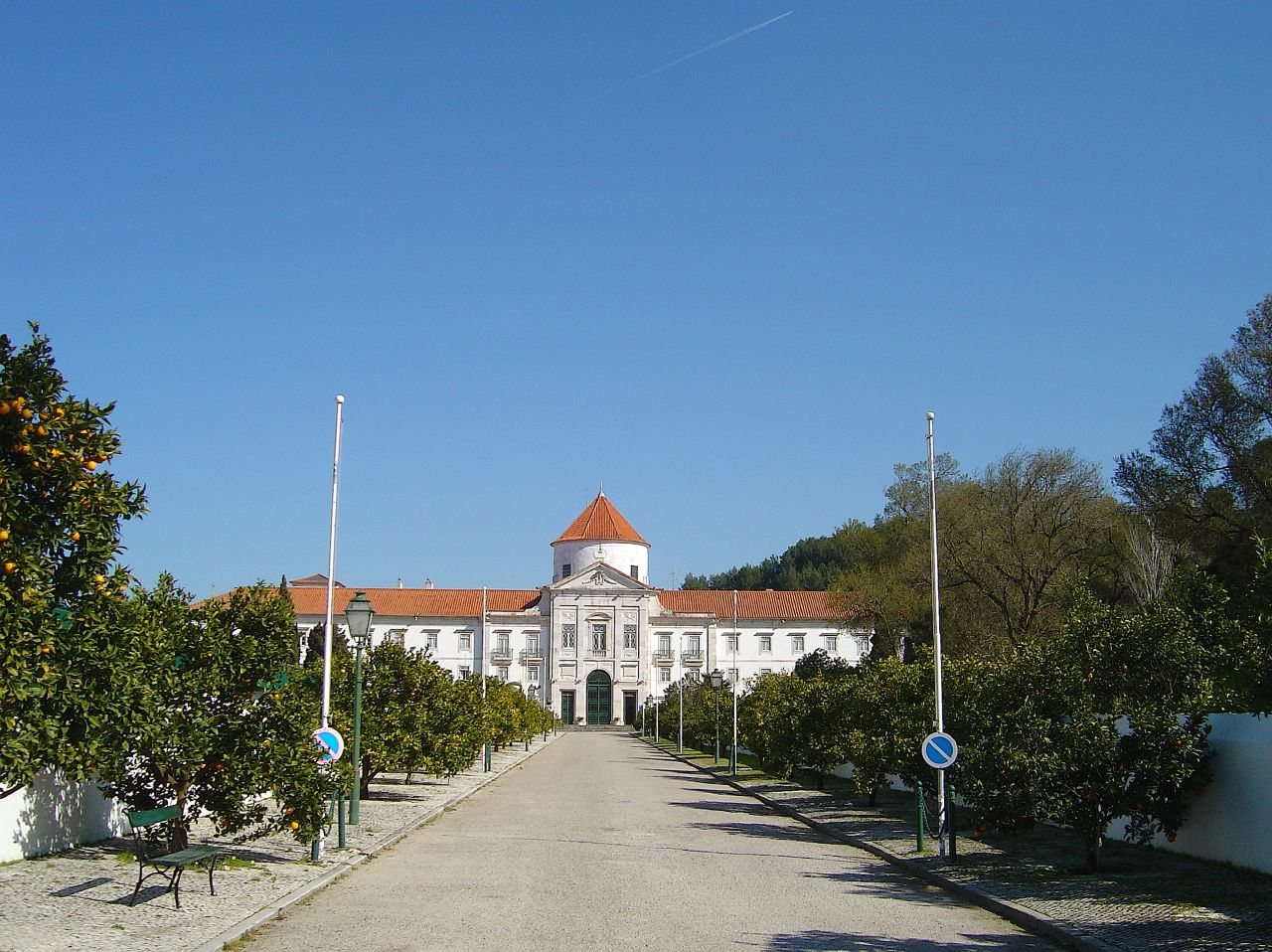
Das frühere Krankenhaus und Soldatenerholungsheim Asilo de Inválidos Militares in der Gemeinde Runa

### Der Kreis
Torres Vedras ist Verwaltungssitz eines gleichnamigen Kreises. Die Nachbarkreise sind (im Uhrzeigersinn im Norden beginnend): Lourinhã, Cadaval, Alenquer, Sobral de Monte Agraço, Mafra sowie der Atlantik.
Mit der Gebietsreform im September 2013 wurden mehrere Gemeinden zu neuen Gemeinden zusammengefasst, sodass sich die Zahl der Gemeinden von zuvor 20 auf 13 verringerte.
Die folgenden Gemeinden (freguesias) liegen im Kreis Torres Vedras:

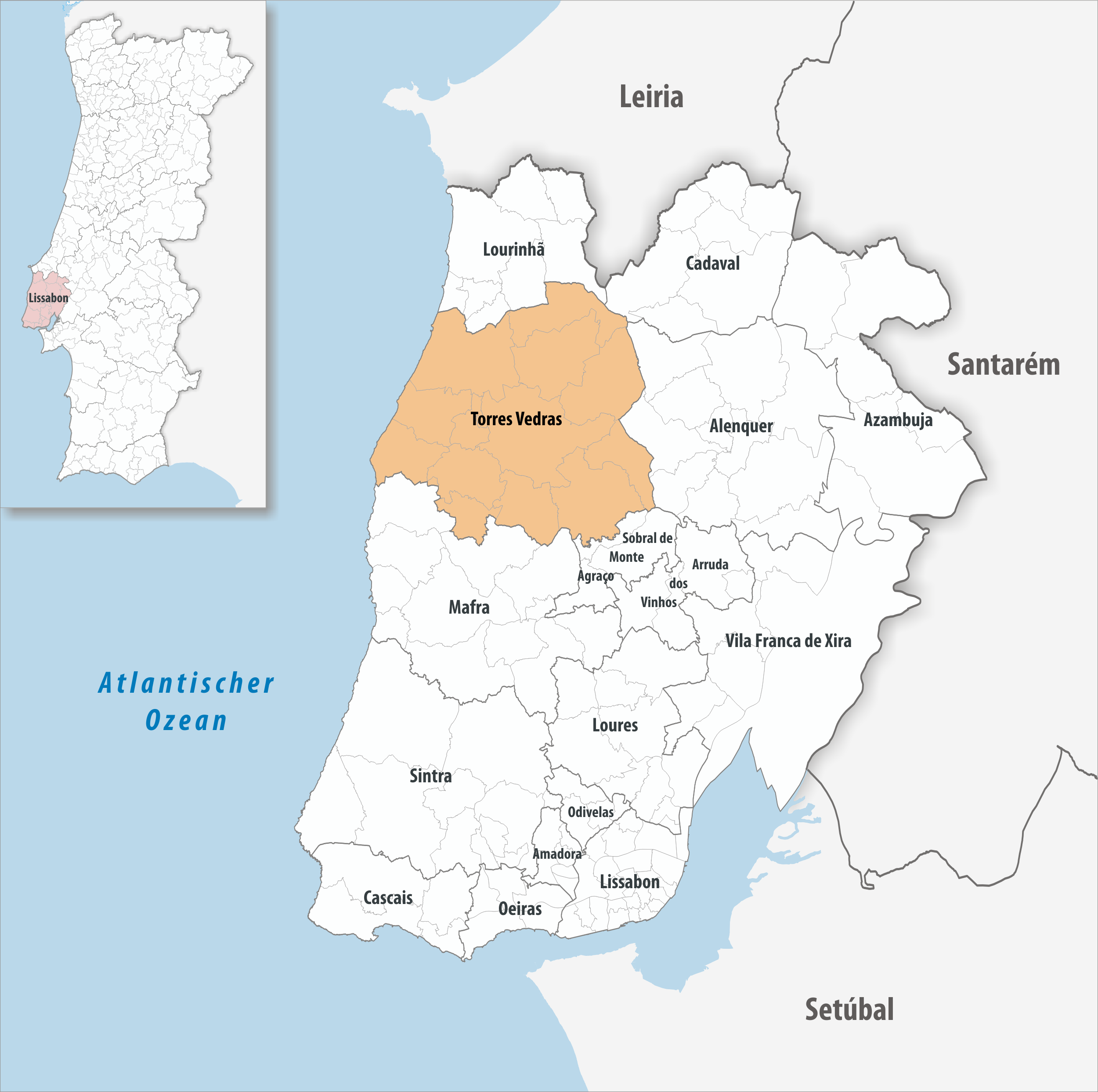
Kreis Torres Vedras

| Gemeinde                     | Einwohner (2021) | Fläche km² | Dichte Einw./km² | LAU- Code |
| ---------------------------- | ---------------- | ---------- | ---------------- | --------- |
| A dos Cunhados e Maceira     | 11.568           | 52,72      | 219              | 111321    |
| Campelos e Outeiro da Cabeça | 3.795            | 29,96      | 127              | 111322    |
| Carvoeira e Carmões          | 2.200            | 20,97      | 105              | 111323    |
| Dois Portos e Runa           | 2.787            | 43,23      | 64               | 111324    |
| Freiria                      | 2.436            | 13,43      | 181              | 111306    |
| Maxial e Monte Redondo       | 3.222            | 38,39      | 84               | 111325    |
| Ponte do Rol                 | 2.547            | 9,67       | 263              | 111310    |
| Ramalhal                     | 3.631            | 36,84      | 99               | 111311    |
| São Pedro da Cadeira         | 5.217            | 23,85      | 219              | 111314    |
| Silveira                     | 9.332            | 24,97      | 374              | 111316    |
| Torres Vedras e Matacães     | 27.780           | 62,44      | 445              | 111326    |
| Turcifal                     | 3.591            | 24,70      | 145              | 111317    |
| Ventosa                      | 4.966            | 25,98      | 191              | 111318    |
| Kreis Torres Vedras          | 83.072           | 407,15     | 204              | 1113      |

### Bevölkerungsentwicklung
| Einwohnerzahl im Kreis Torres Vedras (1801–2011) | Einwohnerzahl im Kreis Torres Vedras (1801–2011) | Einwohnerzahl im Kreis Torres Vedras (1801–2011) | Einwohnerzahl im Kreis Torres Vedras (1801–2011) | Einwohnerzahl im Kreis Torres Vedras (1801–2011) | Einwohnerzahl im Kreis Torres Vedras (1801–2011) | Einwohnerzahl im Kreis Torres Vedras (1801–2011) | Einwohnerzahl im Kreis Torres Vedras (1801–2011) | Einwohnerzahl im Kreis Torres Vedras (1801–2011) | Einwohnerzahl im Kreis Torres Vedras (1801–2011) |
| ------------------------------------------------ | ------------------------------------------------ | ------------------------------------------------ | ------------------------------------------------ | ------------------------------------------------ | ------------------------------------------------ | ------------------------------------------------ | ------------------------------------------------ | ------------------------------------------------ | ------------------------------------------------ |
| 1801                                             | 1849                                             | 1900                                             | 1930                                             | 1960                                             | 1981                                             | 1991                                             | 2001                                             | 2011                                             |                                                  |
| 17.244                                           | 15.021                                           | 35.726                                           | 47.917                                           | 58.837                                           | 65.039                                           | 67.185                                           | 72.250                                           | 79.465                                           |                                                  |

### Städtepartnerschaften
- Frankreich: Villenave-d’Ornon
- Vereinigtes Königreich: Wellington
- Portugal: Lagos
- Frankreich: Lillebonne

## Verkehr

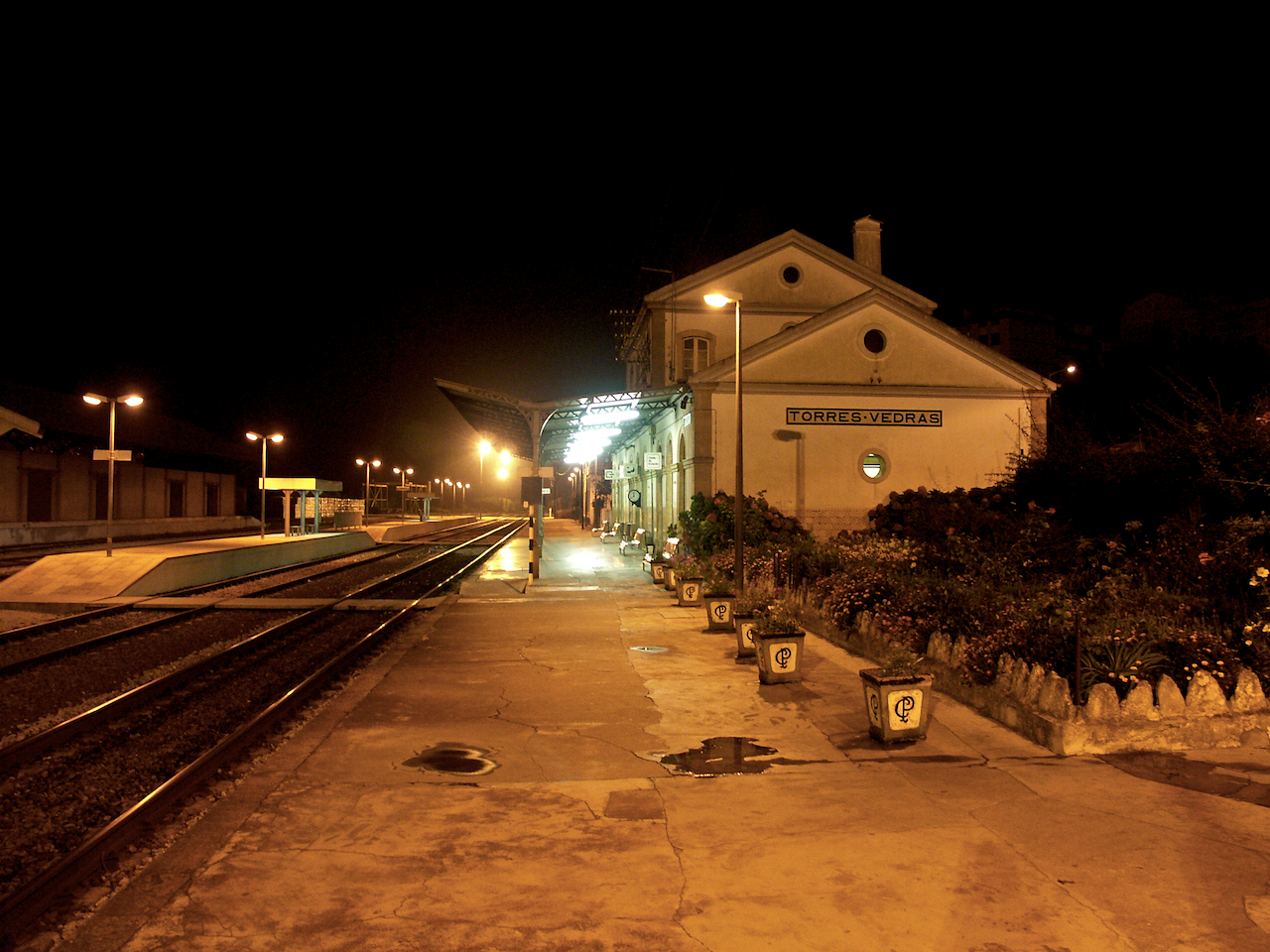
Der Bahnhof von Torres Vedras am Abend

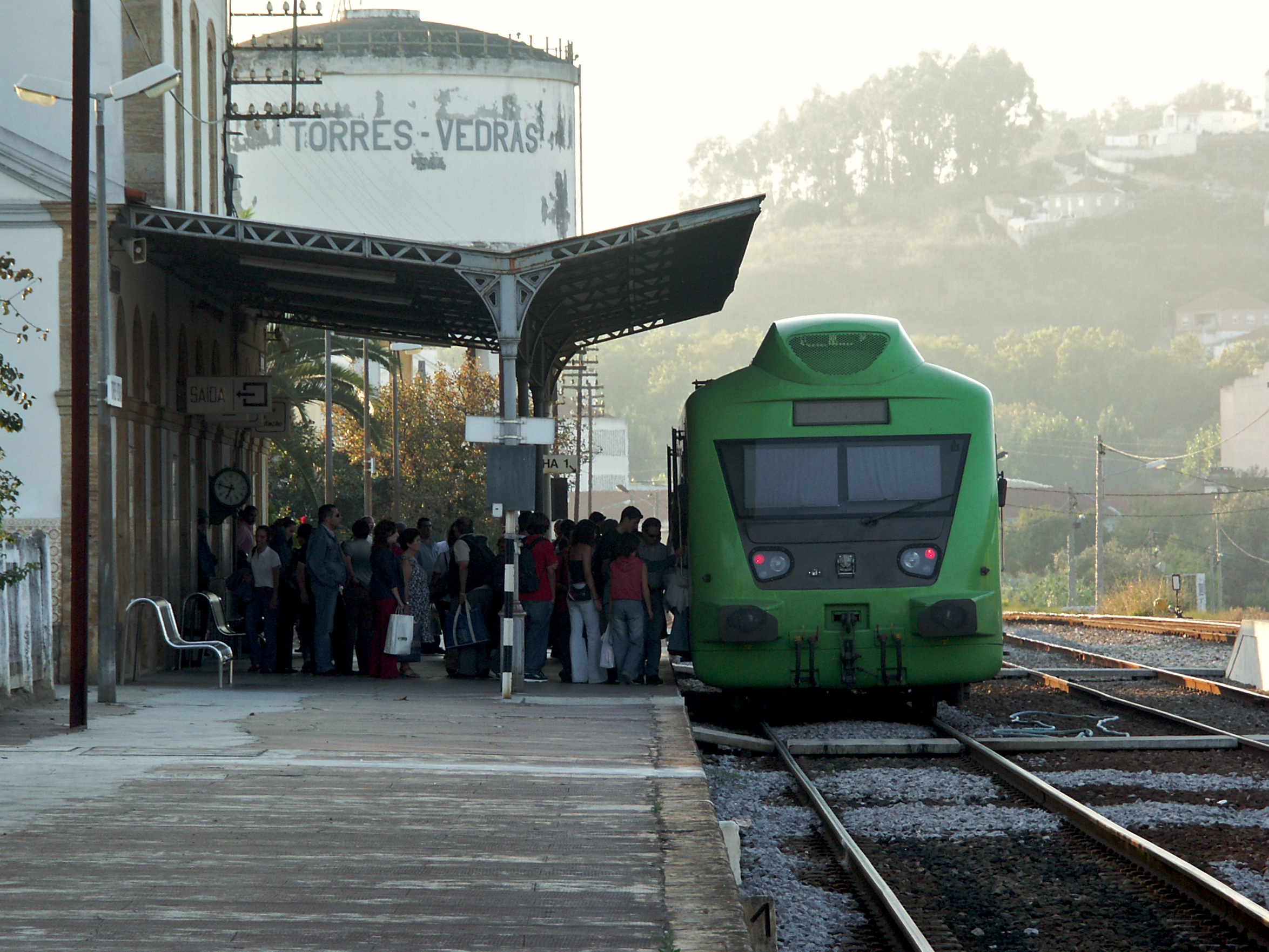
Regionalbahn im Bahnhof Torres Vedras

### Fernverkehr
Torres Vedras ist mit seinem Bahnhof der Eisenbahnlinie Linha do Oeste in das Bahnnetz Portugals eingebunden und ist mit seinen zwei Anschlussstellen der Autobahn A8 an das Autobahnnetz des Landes angeschlossen. Vom städtischen Busbahnhof fahren Fernbusse in die nördlich und südlich gelegenen Städte, z. B. zum Busbahnhof Campo Grande in Lissabon.

### Innerstädtischer Nahverkehr
Die städtischen Verkehrsbetriebe TUT – Transportes Urbanos de Torres Vedras betreiben in Zusammenarbeit mit der Barraqueiro-Gruppe vier farblich unterschiedene Kleinbuslinien, die das Stadtgebiet abdecken.

## Söhne und Töchter der Stadt

### Bereich Politik, Religion und Geschichte
- Eleonore Helena von Portugal (1436–1467), Frau von Friedrich III. (Kaiser HRR)
- Manuel Clemente (* 1948), Patriarch von Lissabon und Kardinal

### Bereich Kultur
- Aurélio Ricardo Belo (1877–1961), Museumsdirektor von 1932 bis 1960.
- Rafael Salinas Calado (), Museumsdirektor von 1929 bis 1932.
- Leonel Trindade (voller Name: Leonel de Freitas Sampaio Trindade) (1903–1992), Museumsdirektor 1969 bis 1992, Entdecker der kupferzeitlichen befestigten Siedlung von Zambujal.

### Bereich Sport
- José Pereira (* 1931), Fußballtorhüter
- Joaquim Agostinho (1943–1984), Radrennfahrer
- Fernando Sousa Fernandes (* 1956), Radrennfahrer
- Tiago Ferreira (* 1975), Fußballtorhüter
- Nélson Alexandre Gomes Pereira (* 1975), Fußballtorhüter
- Nuno Marta (* 1976), Radrennfahrer
- Zé António (* 1977) (voller Name: José António dos Santos Silva), Fußballspieler von União Leiria
- Hélder Miranda (* 1979), Radrennfahrer
- Hernâni Broco (* 1981), Radrennfahrer
- Anselmo Gonçalves Cardoso (* 1984), Fußballspieler
- Manuel Curto (* 1986), Fußballspieler
- Miguel Vítor (* 1989), Fußballspieler
- Daniela Reis (* 1993), Radsportlerin
- Henrique Chaves (* 1997), Autorennfahrer
- Fábio Carvalho (* 2002), Fußballspieler